# Castel di Casio
Castel di Casio (emilián nyelven Castèl d Chèṡi) település Olaszországban, Emilia-Romagna régióban, Bologna megyében. Lakosainak száma 3305 fő (2023. január 1.). Castel di Casio Camugnano, Gaggio Montano, Grizzana Morandi, Alto Reno Terme és Sambuca Pistoiese községekkel határos.

## Népesség
A település lakossága az elmúlt években az alábbi módon változott:
| Lakosok száma | 3409 | 3418 | 3305 |
|               | 2017 | 2018 | 2023 |